# Acrolophus lithopa
Acrolophus lithopa är en fjärilsart som beskrevs av John Hartley Durrant 1914. Acrolophus lithopa ingår i släktet Acrolophus och familjen Acrolophidae. Inga underarter finns listade i Catalogue of Life.